# Варошфьолд/Сегед – Szank – Печ/Szekszard
Варошфьолд/Сегед — Szank — Печ/Szekszard — газопровідна система, споруджена для подачі блакитного палива до ряду районів на південному заході Угорщини. Складається з кількох ділянок, які сполучаються в районі Szank.
У 1960-х роках на півдні Угорщини почалась розробка цілого ряду газових родовищ, при цьому родовище Szank в 1968-му сполучили перемичкою довжиною 34 км та діаметром 400 мм із Варошфьолдом, ресурс від якого могли подавати до угорської столиці та в район озера Балатон по трубопроводу через Адоні.
В середині наступного десятиліття до Будапешту стало надходити імпортоване з СРСР блакитне паливо, а в 1978-му цей ресурс з метою подальшого транзиту до Югославії подали на південь Угорщини по реверсованому трубопроводу Будепешт — Варошфьолд — Сегед. Імпорт радянського газу дозволив продовжити газифікацію країни, зокрема, в 1980—1983 роках проклали трубопровід від Szank до значного міста Печ, який мав довжину 140 км та діаметр труб 400 мм. При цьому на той момент Szank був сполучений вже не лише з Варошфьолдом, але із з Сегедом — через прокладену у 1960-х перемичку довжиною 28 км та діаметром 300 мм до родовища Ulles та споруджену в 1975-му лінію довжиною 16 км та діаметром 400 мм від Kiskundorozsma (на південній околиці Сегеду, звідки починається інтерконектор до Югославії) до Ulles.  
В 1993—1997 роках від Szank проклали ще один газопровід у західному напрямку, на цей раз до міста Szekszard. Він мав довжину 97 км та був виконаний в діаметрі 400 мм.
А у 1996-му в межах спорудження підземного сховища газу Zsana ділянку між Варошфьолдом та Szank підсилили ниткою діаметром 700 мм. При цьому від Szank до  Zsana проклали перемичку довжиною 15 км та діаметром 800 мм.
Також можливо відзначити, що у 2011-му паралельно трасі газопроводу Варошфьолд — Szank — Печ проклали інтерконектор з Хорватією (проект Слободниця — Варошфьолд).